# Sudetendeutsches Wörterbuch
Das Sudetendeutsche Wörterbuch (SdWb) erfasst die sudetendeutschen Mundarten in Böhmen, Mähren und Mährisch-Schlesien und ist eines der sog. großlandschaftlichen Wörterbücher des Deutschen.

## Mundartliche Großlandschaften
- Das Mittelbairische (Südmähren, unterer und mittlerer Böhmerwald, Schönhengst, die Sprachinseln von Budweis, Wischau, Brünn und Olmütz).
- Das Nordbairische oder Oberpfälzische (Westböhmen, Iglauer Sprachinsel).
- Das Ostfränkische (kleinste Sprachlandschaft; sie reicht von NW-Böhmen über das Erzgebirge bis in die Gegend von Bamberg und ist auch noch im Schönhengst und im mittleren Nordmähren vertreten).
- Das Lausitzisch-Schlesische (Nord- und Ostböhmen, Nordmähren).
- Das Thüringisch-Obersächsische (Nordböhmen und als Mischdialekt mit dem Nordbairischen in der Iglauer Sprachinsel).

Berücksichtigt werden alle in der Verzettelung dokumentierten Soziolekte (z. B. auch Sudetenjiddisch, Berufs- und Gaunersprachen) sowie der deutsch-slawische Lehnwortaustausch. Die Belege stammen aus dem Zeitraum 1910–1940, historische Quellen und etymologische Notizen finden (primär aus pragmatischen Gründen) nur in Ausnahmefällen Berücksichtigung und sind für spätere Folgebände vorgesehen.

## Geschichte
Das SdWb wurde 1957 in der Nachfolge der von Ernst Schwarz und Erich Gierach an der Karls-Universität Prag begonnenen und bis 2010 verschollenen Sammlungen zu einem Wörterbuch der sudetendeutschen Mundarten an der Universität Gießen durch Franz J. Beranek, bis 1945 ebenfalls Dozent an der Karls-Universität begonnen. Nach dessen Tod 1967 übernahm seine Frau und Mitarbeiterin Herta Wolf-Beranek (bis 1977), Horst Kühnel (bis 1983) und Norbert Englisch (bis 1994) die Weiterarbeit. Darüber hinaus arbeitete Bernd Kesselgruber ab 1986 am Wörterbuch. Die derzeitigen Bearbeiterinnen sind Bettina Hofmann-Käs (seit 1997) und Isabelle Hardt (seit 2007).
Die wissenschaftliche Leitung hatte zunächst Ernst Schwarz inne, dem 1978 bis 1996 Heinz Engels folgte. Ab 1994 war Otfrid-Reinald Ehrismann Mitherausgeber, ab 1996 alleiniger Herausgeber. Gegenwärtig erfolgt die Herausgabe im Auftrag des Collegium Carolinum durch Thomas Gloning.
Die erste Lieferung erschien 1982, der erste Band 1988. Herausgeberin des Wörterbuchs ist das Collegium Carolinum in München. Im März 2024 wurden sämtliche Bände von der Bayerischen Staatsbibliothek digitalisiert frei veröffentlicht (Links siehe #Publikationsstand).